# Tapacul de Magallanes
El tapacul de Magallanes (Scytalopus magellanicus) és una espècie d'ocell de la família dels rinocríptids (Rhinocryptidae).

## Hàbitat i distribució
Habita el sotabosc dels boscos humids i zones més obertes des del centre de Xile i l'Argentina fins a la Terra del Foc.